# Ferdinand Beran
Ferdinand Beran (* 28. August 1903 in Wien; † 4. Januar 1985) war österreichischer Wissenschaftler und Pionier im internationalen Pflanzenschutz.

## Leben
Ferdinand Beran maturierte im Jahre 1921 und studierte an der Technischen Hochschule Wien Technische Chemie. Im Jahre 1928 trat er als Chemiker in die Bundesanstalt für Pflanzenschutz ein. Nach dem Zweiten Weltkrieg wurde Beran zusätzlich mit der Leitung des Institutes für landwirtschaftlichen Pflanzenschutz an der Hochschule für Bodenkultur (heute Universität für Bodenkultur Wien) betraut. Im Jahr 1951 erfolgte die Habilitation an der Universität für
Bodenkultur. Im Jahre 1968 erfolgte späterhin die Verlegung der Habilitation an die Technische Universität Wien.

## Wirken
Ansatzpunkt von Ferdinand Berans Forschungen war die Vermeidung von Ernteausfällen durch Entwicklung verbesserter chemischer Pflanzenschutzmittel. Gleichzeitig arbeitete er auch über Fragen der Rückstände von Pflanzenschutzmitteln. Im Jahr 1948 initiierte Ferdinand Beran das Pflanzenschutzgesetz, wodurch die Industrie Standards für den Einsatz der von ihr hergestellten Erzeugnisse erhielt und gründete im Jahre 1958 die international bekannte Arbeitsgemeinschaft für Pflanzenschutz.
Beran war Mitbegründer der EPPO (Europäische Pflanzenschutzorganisation) und auch zeitweilig deren Vizepräsident. Ebenso bedeutungsvoll waren seine Leistungen für die Abhaltung vieler internationaler Kongresse und Veranstaltungen, so etwa des Internationalen Pflanzenschutzkongresses 1967 in Wien.

## Publikationen
Ferdinand Beran veröffentlichte 23 Bücher, zahlreiche Broschüren und 119 wissenschaftliche Arbeiten, wie etwa wie Der Pflanzenarzt oder die Pflanzenschutzberichte. Sein Augenmerk galt auch der Wichtigkeit einer Information der Öffentlichkeit über die Anwendung chemischer Pflanzenschutzmittel. Auf diesem Gebiet seiner Tätigkeit gab er 380 populärwissenschaftliche Schriften heraus. Im Jahr 1975 veröffentlichte er das Standardwerk Pflanzenschutz und Umwelt über die sichere Verwendung von Pflanzenschutzmitteln.

## Auszeichnungen
Ferdinand Beran erhielt unter anderem das Große Ehrenzeichen für Verdienste um die Republik Österreich (1952), die Otto-Appel-Denkmünze (1968), das Große Verdienstkreuz des Verdienstordens der Bundesrepublik Deutschland, das Offizierskreuz des Ordre du Mérite agricole sowie die Wilhelm-Exner-Medaille im Jahr 1976.